# Балша I
Балша I (серб. Балша I, хорв. Balša I) — сербский дворянин, основатель династии Балшичей живший в XIV веке. Считается что во времена Стефана Душана Балша владел лишь Шкодером, но сплотив зетскую знать он расширил свою власть на Нижнюю Зету, до Котора и часть Албании. Часть исследователей считало что в конце правления Балши ему принадлежала и Албания «до Авлона» но не все успехи Балши подтверждены.

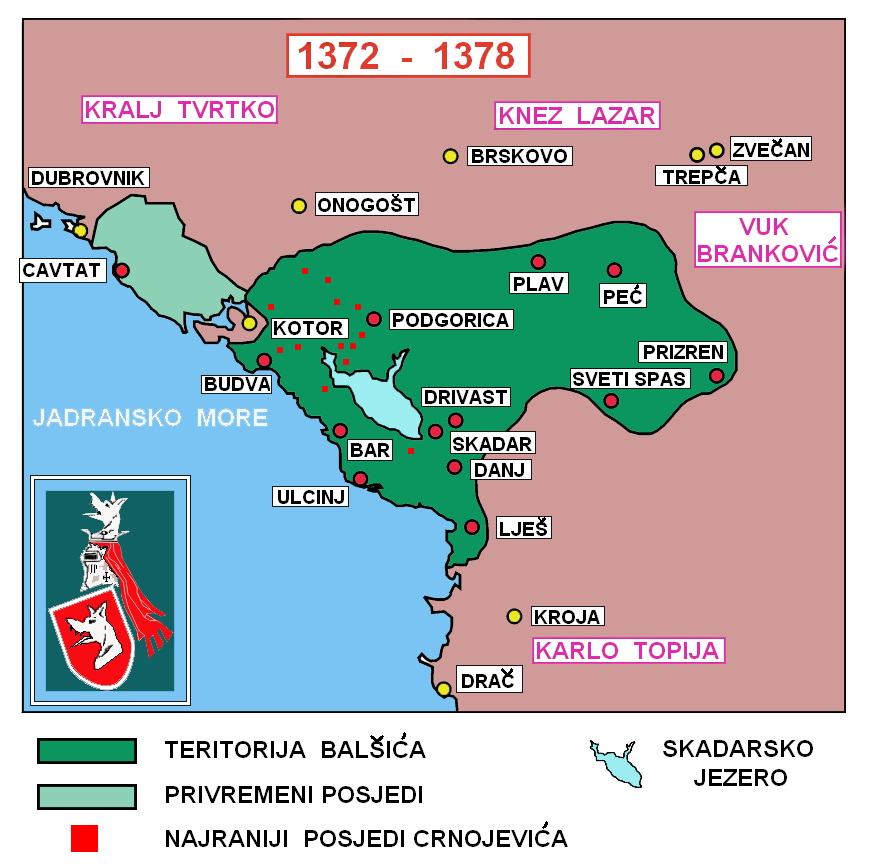
Владения Балшичей после смерти Балша I

## Политика
В 1361 году князь Воислав Войнович в союзе с Котором начал войну против Дубровника, стремясь захватить остров Млет. Власти Дубровника, чтобы остановить войну обратились к Балше за посредничеством в достижении мира. Мир был заключен. А Балша стал почетным гражданином Дубровника. Однако вскоре мир был нарушен, и война началась вновь. Этому косвенно способствовала позиция повторно Венеции желавшей вернуть Дубровник.
Считается, что поддержка Дубровника была обусловлена желанием объединить зетские земли, частью которых был Котор. С этим же связывают убийство сыновьями Балши в 1362 году правителя Верхней Зеты Дураша Илича и присоединение его области к владениям Балшичей. В том же году Балша I умер.

## Семья
Согласно черногорской традиции Балша был родственником Неманичей по женской линии он происходил от Вукана, сына Стефана Немани. Поэтому после прихода к власти Вукашина Мрнявчевича, которого называли виновником гибели Стефана Уроша V Балшичи провозгласили свою независимость от «цареубийцы».
У Балши было три сына, Стратимир, Георгий I Балшич и Балша II.